# ミドルキック

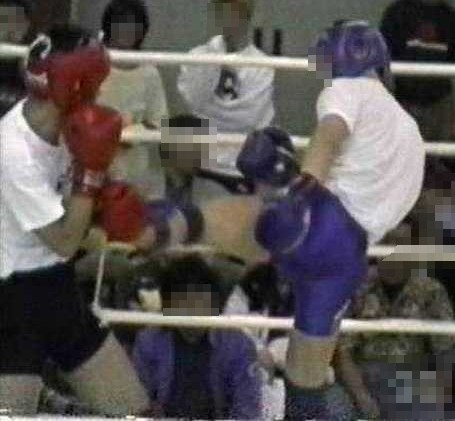
アマチュアシュートボクシングでのミドルキック。お互いが右構えのオーソドックスで右の選手がスイッチしつつ左ミドルを蹴っている。

ミドルキックは、空手、ムエタイ、キックボクシング、シュートボクシング、プロレス、総合格闘技などの格闘技で用いられている蹴り技の一種である。空手では中段回し蹴り（ちゅうだんまわしげり）と呼ばれている。

## 概要
回し蹴りのうち相手の腹部と腕部を蹴るものをいう。右ミドルよりも左ミドルの方が相手に大きなダメージを与えやすい。これは左ミドルは相手の右脇腹にある肝臓に当りやすいためである。左ミドルがクリーンヒットし、相手を悶絶させるKO勝ちもしばしば見られる。
腹部は頭部より頑丈なので耐えられやすいが、ダメージを蓄積させてハイキックへの布石としても有効である。また逆に、ハイキックをミドルキックの布石にすることもある。
腕を狙うミドルも有効。これはミドルハイと表記されることもある。腕よりも脚の方が頑丈なので、腕にミドルを蹴り続けることで相手のガードを下げることができる。最悪、腕が骨折してしまうケースもある。
ミドルキックの欠点として、脚を掴まれやすい点が挙げられる。脚を掴まれたまま打撃をもらったり、転ばされてしまう。ムエタイは転ばされることは大きなマイナスイメージとなり、寝技が認められる総合格闘技ではテイクダウンを許してしまい、キック系の格闘技から転向した選手でも積極的に仕掛けることはあまりない。